# Предко, Станислав Валерьевич
Станислав Валерьевич Предко (род. 18 июля 1970 года) - советский и украинский пловец в ластах.
Дочь - Арина Предко, сыновья - Святослав Предко и Артём Предко.

## Карьера
В 1987 году на  юниорском чемпионате Европы завоевал золото в нырянии и на дистанции 100 метров с аквалангом и эстафете 4×100м плавания в ластах, а также серебро - на дистанции 400 метров с аквалангом.
Многократный призёр чемпионатов мира, Европы, СССР и Украины.
Проживает в Киеве. С 2005 года является Президентом Федерации подводного спорта и подводной деятельности Украины. Член Совета директоров CMAS.
В 1991 году закончил КВВМПУ.
В 2005 году окончил магистратуру Национального университета физического воспитания и спорта Украины.
Кандидат психологических наук.